# Buckshot (rapero)

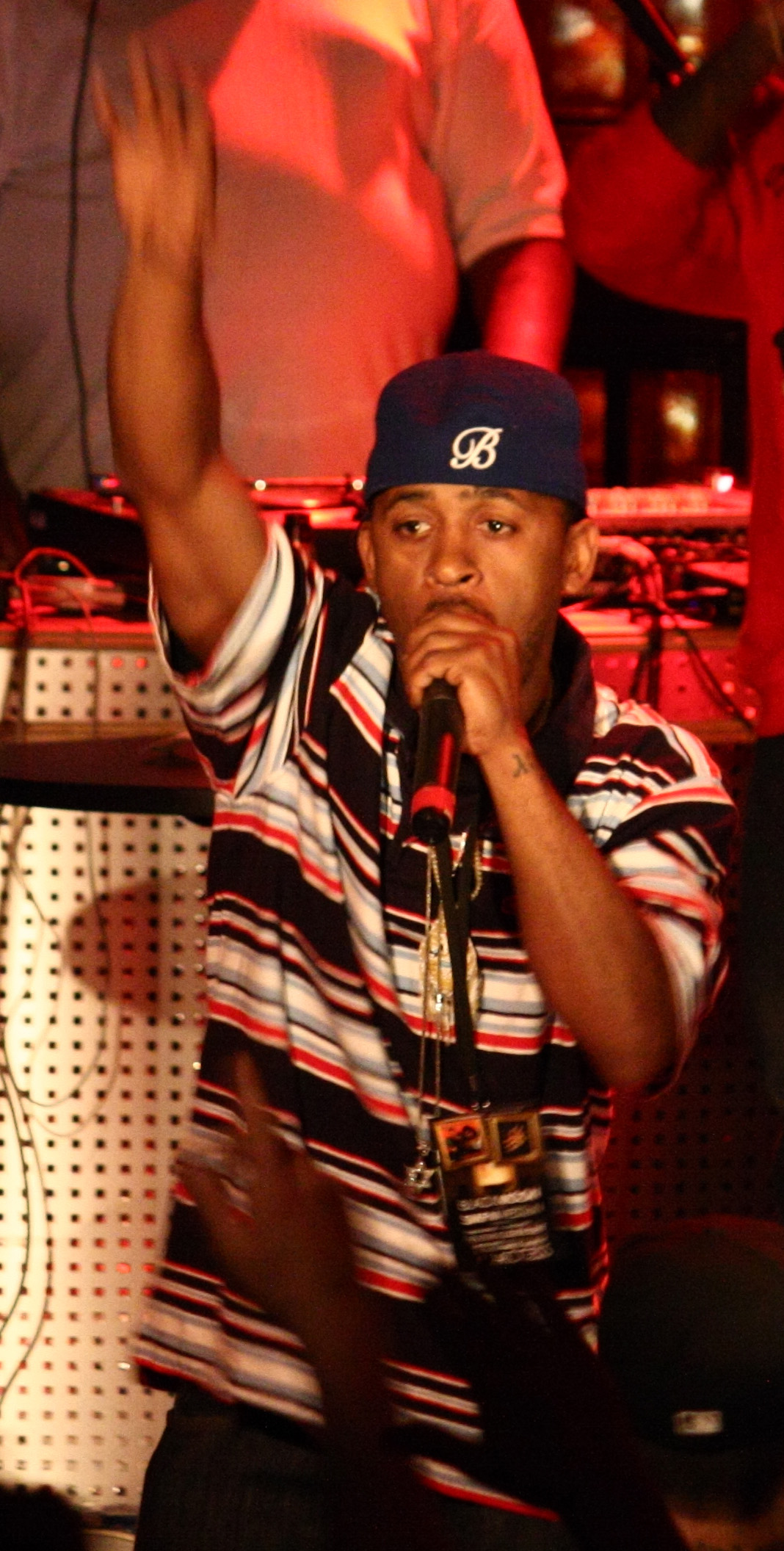
Buckshot, 2009

Buckshot (nacido como Kenyatta Blake el 19 de noviembre de 1974) es un rapero estadounidense miembro del grupo Black Moon y del colectivo de hip hop Boot Camp Clik. Ha lanzado un álbum en solitario, dos con el productor 9th Wonder, tres con Black Moon y cuatro con Boot Camp Clik.

## Enta Da Stagede Buckshot Shorty
Buckshot hizo su debut como "Buckshot Shorty" con Black Moon en 1992, grabando el sencillo "Who Got Da Props?". La canción se convirtió en un éxito en Billboard Hot 100 a principios de 1993 y haciendo que el grupo firmara un contrato discográfico con Nervous Records. En octubre de 1993 lanzaron su álbum debut Enta Da Stage, en el que colaboraba Havoc de Mobb Deep y los miembros de Boot Camp Smif-N-Wessun. Junto con "Who Got Da Props?", el álbum incluía otros éxitos undeground como "How Many MC's...", "Buck Em Down" y "I Got Cha Opin [Remix]". Enta Da Stage es uno de los mejores álbumes de New York de los 90, y hoy en día está considerado como un clásico del hip hop underground. Buckshot ha sido elogiado por su flow tan original, convirtiéndose en una de las voces principales de este estilo. A principios de 1994 eliminó "Shorty" de su nombre, dejándolo solamente en "Buckshot". También a principios de 1994, él y su amigo Dru-Ha fundaron Duck Down Management y firmaron a Tek y Steele de Smif-N-Wessun, Rock y Ruck de Heltah Skeltah, y Starang Wondah, Louieville Sluggah y Top Dog de O.G.C.. Buckshot, Smif-N-Wessun, Heltah Skeltah y O.G.C. formaron el grupo Boot Camp Clik, convirtiéndose en una de las crews más prominentes de los 90. A finales de 1994 se hizo miembro del grupo Crooklyn Dodgers con Masta Ace y Special Ed, y lanzaron el sencillo "Crooklyn", que aparecía en la película de Spike Lee de mismo nombre. La canción llegó al #60 en Billboard Hot 100 ese año.

## Prominencia de Boot Camp Clik

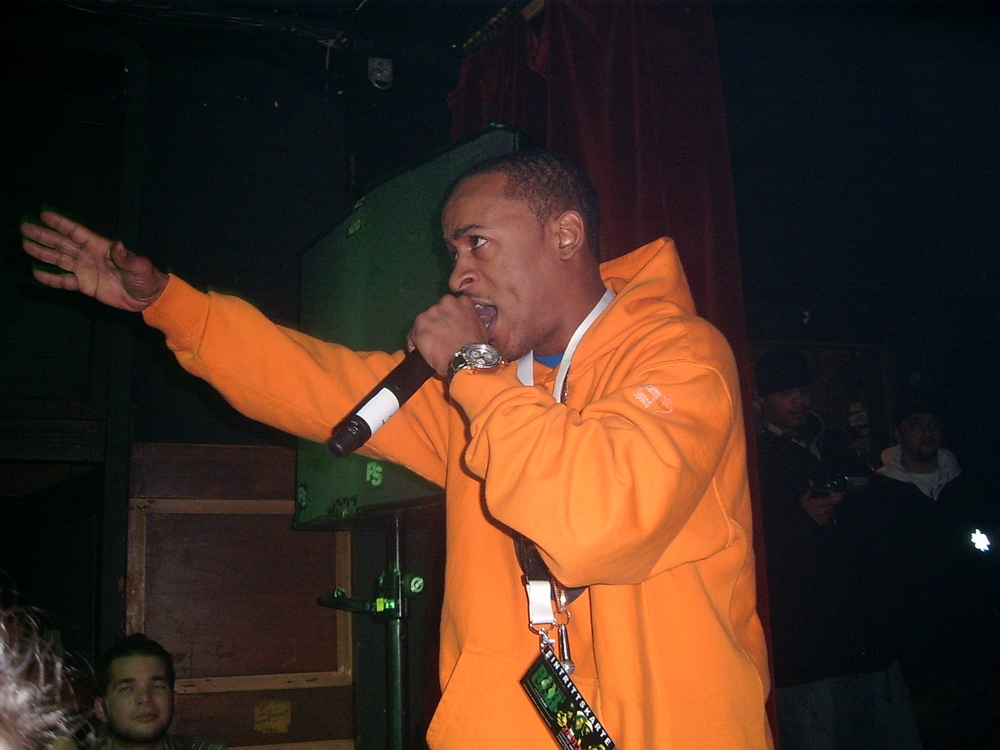
Buckshot en 2003

Buck vio en el álbum debut de Smif-N-Wessun Dah Shinin, de 1995, todo un éxito underground. Tras este lanzamiento, él y Dru-Ha crearon Duck Down Records, liberando los anunciados álbumes Nocturnal de Heltah Skeltah y Da Storm de O.G.C. en 1996. En el verano del 96 Tupac Shakur invitó a Buck, Dru Ha y Smif-N-Wessun a su casa de California para grabar el álbum One Nation. El álbum iba a ser lanzado para terminar con las disputas entre las costas este y oeste, pero nunca fue liberado debido a la muerte de Tupac. La canción "Military Mindz" fue posteriormente remezclada e incluida en el álbum póstumo Better Dayz de Tupac, en 2002. En 1997, la crew entera se unió para lanzar el álbum For the People. El álbum recibió críticas muy variadas y ventas bastante pobres, comenzando con el fin de la prominencia de Clik. También en 1997, Buckshot grabó su primer sencillo en solitario, "No Joke b/w Follow Me", que aparecía en The Mixtape Vol. 2 de Funkmaster Flex.
Tras fundar Duck Down Records, Black Moon comenzó una larga legal sobre su nombre, licenciado por su antiguo sello discográfico Nervous Records. En 1998, consiguieron la licencia de su nombre y lanzaron su segundo álbum. War Zone salió a principios de 1999, recibiendo buenas críticas y fuertes ventas. Buckshot lanzó su primer álbum en solitario a finales de 1999, titulado The BDI Thug, un apodo dado por Tupac al rapero. El álbum no tuvo muchas ventas. Tras muchas grabaciones de Boot Camp, Duck Down abandonó Priority Records, haciendo que Buckshot y la crew entera estuvieran desaparecidos entre 1999 y 2001. Boot Camp Clik regresó independientemente en 2002 y lanzaron el álbum The Chosen Few. A finales de 2003, Black Moon también retornó con el tercer álbum titulado Total Eclipse, otro trabajo sumamente aclamado, liderado por el sencillo "Stay Real". Duck Down Records volvió con fuerza en 2005, con la campaña "Triple Amenaza" ("Triple Threat"), en la que se incluía los álbumes Monkey Barz de Sean Price (primero en solitario), Chemistry de Buckshot & 9th Wonder (álbum íntegramente producido por 9th Wonder, del grupo Little Brother), y Tek N Steele: Reloaded de Smif-N-Wessun. Buckshot y Boot Camp Clik lanzaron en 2006 el tercer álbum del grupo, The Last Stand, para luego en 2007 ir por el cuarto, titulado Casualties of War.
Un año más tarde, en 2008, Buckshot y 9th Wonder, sacaron a la venta su segundo álbum en colaboración, llamado The Formula.
El último trabajo de Buckshot es con el rapero KRS-One, el disco lleva por nombre Survival Skills y cuenta con 14 tracks. El disco salió a la venta en 2009.

## Discografía

### Álbumes en solitario
- The BDI Thug (1999)

### Álbumes con Black Moon
- Enta Da Stage (1993)
- Diggin' In Dah Vaults (1996)
- War Zone (1999)
- Total Eclipse (2003)
- Alter The Chemistry (2006)

### Álbumes con Boot Camp Clik
- For The People (1997)
- The Chosen Few (2002)
- The Last Stand (2006)
- Casualties Of War (2007)

### Álbumes en colaboración
- Chemistry con 9th Wonder (2005)
- The Formula con 9th Wonder (2008)
- Survival Skillz con KRS-One (2009)
- The Solution con 9th Wonder (2012)

### Colaboraciones
- La Ley de Ohm, colabora en el tema Worldwide, con Sicario ([2007])